# Aeroport de Trondheim-Værnes
L'Aeroport de Trondheim-Værnes (en noruec: Trondheim lufthavn, Værnes) (codi IATA: TRD; codi OACI: ENVA) és un aeroport internacional que es troba al municipi de Stjørdal, a 19 km a l'est de Trondheim, Noruega. Operat per l'empresa estatal Avinor, comparteix instal·lacions amb la Base Aèria de Værnes de la Real Força Aèria Noruega. El 2013, l'aeroport va tenir 4.313.547 passatgers i 60.830 operacions, fent d'ell el quart més ocupat del país. Té dues terminals: la terminal A data de 1994 i es fa servir per al trànsit nacional, mentre que la terminal B és la més antiga, va ser renovada el 1982 i es fa servir per al trànsit internacional. Actualment posseeix una sola pista de 2999 metres, així com altres dues en desús, una estació de ferrocarril integrada i un hotel.
Les principals línies aèries a l'aeroport són Scandinavian Airlines (SAS), Norwegian Air Shuttle i Widerøe, i totes elles l'utilitzen com un dels seus centres d'operacions. La principal ruta és el servei a Oslo, operada tant per SAS com per Norwegian, que és la desena ruta més transitada d'Europa. Les dues operen també serveis a Bergen, Bodø i Tromsø amb avions Boeing 737. SAS té alguns serveis nacionals addicionals com al seu hub a l'Aeroport de Copenhaguen-Kastrup mentre que Norwegian té diverses rutes internacionals de baixa freqüència. Widerøe opera un avió regional Bombardier Dash 8 a sis aeroports a Helgeland, a més de la seva hub a l'Aeroport de Sandefjord-Torp. Krohn Air proporciona serveis a Molde. Una ruta internacional diària a Amsterdam i Östersund és oferta per KLM i una a Estocolm-Bromma per Nextjet. Finalment, Icelandair va començar a prestar serveis al seu centre de connexió a Reykjavík des de juny de 2010. L'aeroport també té serveis xàrter, principalment al Mediterrani.

## Aerolínies i destins
Scandinavian Airlines és l'aerolínia amb el nombre més gran de vols regionals a Trondheim-Værnes. La principal ruta és cap al seu centre de connexió a Oslo; ofereix també altres serveis a Bergen, Bodø, Stavanger, Tromsø i Ålesund, tots ells amb Boeing 737. Internacionalment ofereix un vol setmanal a Alacant i un de diari a Copenhaguen. També ofereix vols estacionals a l'aeroport de Barcelona-El Prat.
Norwegian Air Shuttle és una companyia de baix cost els vols principals són a Oslo, Bergen, Bodø i Tromsø, també amb Boeing 737. També es realitzen vols a destinacions internacionals d'entre un i tres vols setmanals a 11 ciutats europees.
Widerøe és una aerolínia regional filial de SAS. Utilitza Bombardier Dash 8 Q400. Els seus destins són Sandefjord, Trondheim i sis aeroports a Nord-Trøndelag i Helgeland. KLM realitza tres vols diaris a Amsterdam mitjançant la seva filial KLM Cityhopper amb avions Embraer 190.
L'aeroport també compta amb nombroses aerolínies de vols xàrter. El servei d'assistència en terra és realitzat per Røros Flyservice, SAS Ground Services i Spirit Air Cargo Handling.
| Aerolínies                                          | Destinacions | Terminal |
| --------------------------------------------------- | --- | -------- |
| Atlasjet                                            | Xàrter: Antalya | B        |
| Balkan Holidays Airlines                            | Estacional: Burgas | B        |
| Corendon Airlines                                   | Antalya | B        |
| Estonian Air                                        | Tallin | B        |
| Evelop Airlines                                     | Xàrter: Palma | B        |
| Freebird Airlines                                   | Antalya | B        |
| Icelandair                                          | Estacional: Bergen, Reykjavík-Keflavík | B        |
| Jet Time                                            | Xàrter, estacional: Reykjavík-Keflavík | B        |
| KLM operat per KLM Cityhopper                       | Amsterdam-Schiphol | B        |
| Norwegian Air Shuttle                               | Bergen, Harstad/Narvik, Oslo-Gardermoen, Sandefjord-Torp, Tromsø | A        |
| Norwegian Air Shuttle                               | Alacant, Berlin-Schönefeld, Copenhaguen, Londres-Gatwick, Cracovia, Riga Estacional: Antalya, Chania, Dubrovnik, Gran Canària, Màlaga, Múrcia, Niza, Palma, Split                                         | B        |
| Novair                                              | Chania | B        |
| Scandinavian Airlines                               | Ålesund, Bergen, Bodø, Oslo-Gardermoen, Stavanger, Tromsø | A        |
| Scandinavian Airlines operat per Jet Time           | Bodø, Tromsø | A        |
| Scandinavian Airlines                               | Alacant, Aeroport de Copenhaguen, Màlaga, Estocolm-Arlanda Estacional: Barcelona, Burgas, Chania, Dalaman, Gran Canària, Karpathos, Kos, Lárnaca, Lanzarote, Palma, Rodas, Santorini, Split, Tenerife Sur | B        |
| Scandinavian Airlines operat per Blue1              | Copenhaguen, Estocolm-Arlanda | B        |
| Scandinavian Airlines operat per Braathens Aviation | Estocolm-Arlanda | B        |
| Scandinavian Airlines operat per Jet Time           | Copenhague, Estocolm-Arlanda | B        |
| SunExpress                                          | Antalya | B        |
| Thomas Cook Airlines Scandinavia                    | Estacional, estiu: Antalya, Burgas, Chania, Làrnaca, Palma, Rodas, Varna Estacional, hivern: Gran Canària, Tenerife Sud                                                                                   | B        |
| Wamos Air                                           | Estacional: Madrid | A        |
| Widerøe                                             | Bodø, Brønnøysund, Harstad/Narvik, Kristiansand, Kristiansund, Mo i Rana, Mosjøen, Namsos, Rørvik, Sandefjord, Sandnessjøen, Tromsø                                                                       | A        |
| Wizz Air                                            | Gdańsk | B        |

## Trànsit i estadístiques
| Posició | Ciutat              | Passatgers | Aerolínia                                             |
| ------- | ------------------- | ---------- | ----------------------------------------------------- |
| 1       | Oslo-Gardermoen     | 1 618 940  | Norwegian Air Shuttle, Scandinavian Airlines          |
| 2       | Bergen-Flesland     | 408 897    | Norwegian Air Shuttle, Scandinavian Airlines          |
| 3       | Bodø                | 296 878    | Norwegian Air Shuttle, Scandinavian Airlines, Widerøe |
| 4       | Copenhaguen-Kastrup | 114 381    | Norwegian Air Shuttle, Scandinavian Airlines          |
| 5       | Ålesund-Vigra       | 94 726     | Krohn Air, Scandinavian Airlines, Widerøe             |
| 6       | Sandefjord-Torp     | 92 195     | Norwegian Air Shuttle, Widerøe                        |
| 7       | Ámsterdam-Schiphol  | 90 836     | KLM, KLM Cityhopper                                   |
| 8       | Brønnøysund-Brønnøy | 69 590     | Widerøe                                               |
| 9       | Stavanger-Sola      | 65 260     | Scandinavian Airlines                                 |
| 10      | Mosjøen-Kjærstad    | 47 046     | Widerøe                                               |